# Louis Walsh
Louis Walsh (született Michael Louis Vincent Walsh; 1952. augusztus 5. –) ír származású menedzser és az angol The X Factor zsűritagja 2004 óta, ő az egyetlen mentor, aki a show kezdete óta tagja a zsűrinek. Simon Cowellt többször is helyettesíti show-műsorokban, 2010-ben és 2011-ben a Britain’s Got Talent-ben, 2012-ben pedig Britney Spears, Demi Lovato és L. A. Reid oldalán tűnt fel az amerikai X-Factor kansasi meghallgatásán.

## Johnny Logan
Louis Walsh a pályafutását a tehetségkutató iparban Johnny Logannel kezdte, Walsh akkor találkozott vele, amikor 20 éves volt, és akadt pár problémája Logan menedzsmentjével. Walsh úgy gondolta, hogy Logan nagy sztár lehet. Walsh 1979-80-ban nevezte Logant a Nemzetközi Dalversenyen, amit meg is nyert. 1980-ban Logan képviselhette Írországot az Eurovíziós Dalfesztiválon.

## Csapat menedzser
1990-ben Walsh úgy döntött, alakít egy Take Thathez hasonló ír bandát, a meghallgatásokat az újságokban kezdte el meghirdetni. A csapat neve Boyzone lett, a menedzserük természetesen Walsh volt. A csapat hatalmas sikereket ért el világszerte, 16 top-három listás slágerük lett, ebből hat vezette a toplistákat. Négy, eladási listák élén álló albumot is kiadtak, 20 millió példányt adtak el belőlük világszerte. Amikor Ronan Keating bejelentette, hogy szakítani akar a Boyzone-nal, Walsh továbbra is kitartott mellette, és a menedzsere maradt. Keating "Life is a Rollercoaster" című dala első volt a toplistákon, 2000-ben 4,4 millió albumot adtak el. Keating és Walsh együtt elérték azt a legmagasabb szintet, ami nem sokaknak adatik meg. Walsh később újból visszatért a bandákhoz, és megalapította a Westlife-ot, melynek Keating volt a társmenedzsere.
2009. október 10-én a Boyzone egyik tagja, Stephen Gately 33 évesen meghalt. Walsh ezt mondta: Teljesen sokkolt a hír, hétfőn még együtt voltunk egy díjátadó ünnepségen. Semmit nem tudunk, hogy mi történhetett. A The X-Factor adása után hallottam a hírt. Jó ember volt."

## Televíziós karrier
Walsh 2001-ben dolgozott először a televíziózásban, a Popstars ír verziójában. Az ezt követő évben Walsh a show angol verziójában volt zsűritag, Popstars: The Rivals az angol ITV-n ment, Wallsal együtt zsűrizett még Pete Waterman és Geri Halliwell. Walsh és Pete fej-fej mellett haladt a showban. Walsh lánycsapatával, a Girls Aloud-dal, Pete fiúcsapatával, a One True Voice-cal. A Girls Aloud elveszítette a versenyt a One True Voice-szal szemben, de az első daluk, a "Sound of the Underground" első volt az angol toplistákon. Walsh menedzselése alatt a lánycsapat több millió albumot eladott, a debütáló lemezük platinalemez lett.
Walsh más tehetségkutatókban is feltűnt, mint például a Raidió Teilifís Éireann-n (RTÉ), a You're a Star címűben. Helyettesítette Simon Cowell-t a Britain’s Got Talent Birmingham-i meghallgatásán 2010-ben. Majd 2011-ben David Hasselhoff helyett ugrott be a London-i meghallgatásra. Walsh 2012-ben a The X Factor USA-nak a második évadában is helyettísette Cowellt Kansas City-i válogatáson.
2012 januárjában, az ITV egyik dokumentumfilmjében a The Talent Show Story-ben is feltűnt, ahol az The X Factor-ről ésPopstars The Rivals-ról kérdezték. A másik Popstars zsűritag Pete Waterman is megjelent a dokumentumfilmben, csak úgy mint jelenlegi és múltbeli X Factor mentorok, Dannii Minogue, Simon Cowell, Kelly Rowland és Gary Barlow. 2012 tavaszán az ITV egyik sorozatában a Mad Mad World-ben is feltűnt.

## The X Factor
Louis Walsh 2004-ben csatlakozott az The X Factor című tehetségkutató első évadához Angliában. A zsűriben mellette foglalt helyet Sharon Osbourne és a műsor megálmodója Simon Cowell. Louis és Simon között az első évadban kemény verseny alakult ki, hiszen a Simon által mentorált 25 év felettiek egyik versenyzője Steve Brookstein, és a Louis által mentorált csapatok közül a G4 nevű formáció állt a show első évadának a döntőjében. A showt Steve Brookstein nyerte, de a G4 nevű csapat nagyobb karriert futott be Angliában, később Simon azt nyilatkozta, hogy az első évad igazi győztes mentora Louis Walsh.
2005-ben a műsor egy második évaddal jelentkezett, a zsűri tagjai változatlanok voltak. Az évadban Louis a 16-24 év közötti fiúkat és lányokat mentorálta. A döntőben Louis egyik versenyzője Shayne Ward és Sharon Osbourne egyik 25 év feletti versenyzője Andy Abraham állt. A versenyt Shayn Ward nyerte, ezzel Louis először lett hivatalosan nyertes mentor.
2006-ban került képernyőre a harmadik évad változatlan összetételű zsűrivel. Londonban a meghallgatásokon, azonban Sharon Osbourne helyett Paula Abdul zsűrizett. Louis ismét a Csapatok mentora volt, most nem sikerült bejutniuk a döntőbe. Az évadot Simon Cowell egyik versenyzője Leona Lewis nyerte.
2007-ben Simon Cowell újragondolta a műsort, ezért Louis Walsh-nak távoznia kellett a zsűriből, helyére Brian Friedman érkezett. A zsűrinek lett egy negyedik tagja is az ausztrál Dannii Minogue személyében. Az új zsűri nem tudott együtt működni, ezért Brian Friedmant a válogatások után a kreatív rendezői pozícióba helyezték át. A helyére Louis t hívták vissza, aki örömmel vállalta a szereplést a műsor negyedik évadában is. Louis a 25 év felettiek mentora volt, de nem sikerült a döntőbe jutniuk. A negyedik évadot Dannii Minouge versenyzője Leon Jackson nyerte, ezzel Danni lett az X Factor történetének első nyertes női mentora.
2008-ban a show visszatért az ötödik évadjára a zsűriből Sharon Osbourne távozott, a helyére Cheryl Cole érkezett. Louis a csapatok mentora volt. A döntőben a JLS nevű formáció versenyzett, a Cheryl által mentorált Lánnyal Alexandra Burke-el. A versenyt Alexandra Burke nyerte.
2009-ben a hatodik évadban mind a négy zsűritag visszatért. Louis ismét a Csapatok mentora lett. A döntőbe nem sikerült bejutniuk, de a Jedwards nevű banda ismertté vált az egész világon. A versenyt Cheryl Cole egyik Fiú versenyzője Joe McElderry nyerte. Cheryl volt az első olyan mentor aki két egymás utáni évben nyerni tudott.
2010-ben ismét a már megszokott négyes ült a zsűri asztalnál, azonban Dannii terhessége miatt a válogatók alatt több híresség is megfordult a zsűriben hogy helyettesítse a terhes énekesnőt. Köztük volt: Geri Halliwell, Natalie Imbruglia, Katy Perry, Pixie Lott és Nicole Scherzinger is. Cheryl Cole maláriája miatt Louis és Simon zsűrizett a tábor első napján, majd a második és a harmadik napon Nicole Scherzinger egyszerre helyettesítette Cheryl-t és Dannii-t is. A mentorok háza című műsor szakaszra minden zsűri eredeti zsűritag visszatért. Louis Walsh a volt mentor Sharon Osbourne segítségével választotta ki a 28 év felettiek kategóriájának három versenyzőjét. Louis és versenyzői nem jutottak be a döntőbe. a műsor hetedik évadát a Dannii Minogue által mentorált fiú, Matt Cardle nyerte.
2011-ben Simon Cowell és Cheryl Cole a műsor amerikai változatának első évadában zsűriztek, ezért elhagyták a műsort. Dannii Minogue az Australia’s Got Talent című műsor miatt nem tért vissza. Louis maradt az egyetlen zsűritag a kezdő csapatból hozzá csatlakozott Gary Barlow, Tulisa Contostavlos és Kelly Rowland. Louis a 25 év felettiek mentora lett. A műsor negyedik élő hétvégéjén a beteg Kelly helyett Alexandra Burke zsűrizett. Louis és csapata nem jutott be a döntőbe, amit első alkalommal rendeztek a Wembley arénában. A versenyt a Little Mix nevű csapat nyerte, első csapatként a műsor történetében, a mentoruk Tulisa volt.
2012-ben Louis visszatért a kilencedik évadra is. A zsűri 2011-es tagjai közül Gary és Tulisa is visszatért. Kelly Rowland nem vállalta a zsűrizést újra. A műsor készítői visszahívták Dannii Minogue-ot aki visszamondta a szereplést a műsorban. A válogatások kezdetéig nem találták meg Rowland utódját, ezért vendég zsűrik bírálták a versenyzőket: Geri Halliwell, Leona Lewis, Rita Ora, Nicole Scherzinger, Melanie Brown és Anastacia. Louis június 8-9 között Amerikába utazott, hogy ott a beteg Simon Cowell-t helyettesítse a show amerikai változatának második évadában, ahol Britney Spears, Demi Lovato valamint L.A. Reid-del együtt válogatták a kansas city-beli jelentkezőket. Hazatérése után június 15-én a műsort sugárzó ITV megnevezte Kelly Rowland utódját, a választás Nicole Scherzinger-re esett. Azaz összeállt a kilencedik évad zsűrije, melynek tagjai: Louis Walsh, Tulisa Contostavlos, Nicole Scherzinger valamint Gary Barlow.

## Walsh által menedzselt előadók és csapatok
- Westlife – 1998–2012
- Boyzone – 1993–napjainkig
- Ronan Keating – 2000–napjainkig
- Shayne Ward – 2005–2009
- Jedward – 2009–napjainkig[4]
- Wonderland – 2010–2011
- Bellefire – 2000–2004
- Six – 2001–2002
- Girls Aloud – 2002–2003
- G4 – 2004–2007
- Samantha Mumba – 2000–2002
- Eton Road – 2006–2008
- JLS – 2008–present
- The Carter Twins
- Kerri Ann
- Rob Carney – 2006-napjainkig

## Fordítás
- Ez a szócikk részben vagy egészben  a   Louis Walsh című angol Wikipédia-szócikk fordításán alapul.  Az eredeti cikk szerkesztőit annak laptörténete sorolja fel. Ez a jelzés csupán a megfogalmazás eredetét és a szerzői jogokat jelzi, nem szolgál a cikkben szereplő információk forrásmegjelöléseként.